# Jade Jones
Jade Jones, född 21 mars 1993 i Bodelwyddan, Denbighshire, Wales, Storbritannien, är en brittisk taekwondoutövare. Hon representerade Storbritannien i OS London 2012 och vann Storbritanniens första guldmedalj i taekwondo i damernas 57 kilos kategori. Vid olympiska sommarspelen 2016 i Rio de Janeiro vann hon sin andra guldmedalj i samma viktklass.